# Epidendrum chlorops
Epidendrum chlorops är en orkidéart som beskrevs av Heinrich Gustav Reichenbach. Epidendrum chlorops ingår i släktet Epidendrum och familjen orkidéer. Inga underarter finns listade i Catalogue of Life.